# Bundesvision Song Contest
A Bundesvision Song Contest egy évente rendezett németországi zenei fesztivál volt, melyet Stefan Raab német televíziós személyiség talált ki 2005-ben, az Eurovíziós Dalfesztivál mintájára. A versenyben Németország 16 tartománya vettek részt, a dalokat regionális rádióállomások választották ki. A dalokat egy élő műsor keretében előadták, majd a nézők SMS-ben szavaztak a dalokra, hogy megtalálják a verseny legnépszerűbb dalát. Az Eurovíziós Dalfesztivállal ellentétben itt a tartományok saját magukra is szavazhattak.
A versenyen minden dalnak legalább 50%-ban tartalmaznia kellett német nyelvű szöveget.

## Történelem
Stefan Raab írta többek között az 1998-as Eurovíziós Dalfesztivál német dalának zenéjét, amely végül a hetedik helyen végzett. 2000-ben pedig ő maga képviselte országát a versenyen, ahol az ötödik helyet érte el. Emellett ő választotta ki a 2004-es Eurovíziós Dalfesztivál német indulóját a Stefan sucht den Super-Grand-Prix-Star (magyarul: Stefan keresi a szuper Nagydíj-sztárt) című, saját készítésű műsorában, utánozva a Deutschland sucht den Superstar (magyarul: Németország keresi a szupersztárt) című tehetségkutatót. A műsor győztese, Maximilian Mutzke a nyolcadik helyet érte el Isztambulban.
A sikereket követően találta ki 2005-ben a Bundesvision Song Contestet. A név Németország hivatalos német nevének (Bundesrepublik Deutschland) és az Eurovíziós Dalfesztivál angol nevének (Eurovision Song Contest) összevonásából keletkezett.
2004-től 2009-ig rendszerint februárban tartották a versenyt, azonban 2010-ben elhalasztották egy októberi dátumra, mivel Raab az az évi Eurovíziós Dalfesztivál német indulójának kiválasztásában segédkezett az Unser Star für Oslo (magyarul: A sztárunk Oslónak) című tehetségkutató keretein belül. 2011 és 2014 között szeptemberben, 2015-ben augusztusban rendezték meg a fesztivált.
Stefan Raab televíziós szereplésektől való visszavonulása miatt kérdésessé vált a verseny jövője, majd 2016. július 9-én jelentették be, hogy 2016-ban nem rendezik meg a dalfesztivált.

## Formátum
A versenyen alkalmazott szavazási rendszer megegyezett az Eurovíziós Dalfesztiválon alkalmazott szavazási rendszerrel, vagyis minden tartomány a tíz kedvenc dalára szavaz, amelyek 1-8, 10 és 12 pontot kapnak. Az egyetlen eltérés, hogy itt a tartományok saját magukra is szavazhattak, így legtöbbször minden tartomány saját magának adta a maximális pontot.
További eltérések az Eurovíziós Dalfesztiváltól, hogy minden dalnak legalább félig német nyelven kellett elhangoznia, emellett a dalokat nem televíziós csatornák, hanem regionális rádióállomások nevezték be.
Nem volt felső határa az egyszerre színpadon lévő személyeknek sem: ez az Eurovíziós Dalfesztiválon hat fő.
Nem szabályozták a dalszövegeket sem, azok tartalmazhattak márkaneveket és politikai utalásokat is.

## A részt vevő német tartományok
| #  | Tartomány                 |
| -- | ------------------------- |
| 1  | Baden-Württemberg         |
| 2  | Bajorország               |
| 3  | Berlin                    |
| 4  | Brandenburg               |
| 5  | Bréma                     |
| 6  | Hamburg                   |
| 7  | Hessen                    |
| 8  | Mecklenburg-Elő-Pomeránia |
| 9  | Alsó-Szászország          |
| 10 | Észak-Rajna-Vesztfália    |
| 11 | Rajna-vidék-Pfalz         |
| 12 | Saar-vidék                |
| 13 | Szászország               |
| 14 | Szász-Anhalt              |
| 15 | Schleswig-Holstein        |
| 16 | Türingia                  |

## Győztesek

A Bundesvision győzteseit ábrázoló térkép. A színek a győzelmek számát jelölik.

| Év   | Tartomány              | Előadó                  | Dal                            | Magyar fordítás                  |
| ---- | ---------------------- | ----------------------- | ------------------------------ | -------------------------------- |
| 2005 | Hessen                 | Juli                    | Geile Zeit                     | Nagyszerű idő                    |
| 2006 | Berlin                 | Seeed                   | Ding                           | Dolog                            |
| 2007 | Alsó-Szászország       | Oomph! és Marta Jandová | Träumst du?                    | Álmodsz?                         |
| 2008 | Brandenburg            | Subway to Sally         | Auf Kiel                       | Tőkesúlyon                       |
| 2009 | Berlin                 | Peter Fox               | Schwarz zu blau                | Feketét kékre                    |
| 2010 | Észak-Rajna-Vesztfália | Unheilig                | Unter deiner Flagge            | A zászlód alatt                  |
| 2011 | Berlin                 | Tim Bendzko             | Wenn Worte meine Sprache wären | Ha a szavak a nyelvemen lennének |
| 2012 | Baden-Württemberg      | Xavas                   | Schau nicht mehr zurück        | Többé ne nézz vissza             |
| 2013 | Alsó-Szászország       | Bosse                   | So oder so                     | Így vagy úgy                     |
| 2014 | Bréma                  | Revolverheld            | Lass uns gehen                 | Hagyj minket elmenni             |
| 2015 | Rajna-vidék-Pfalz      | Mark Forster            | Bauch und Kopf                 | Has és fej                       |

## Rendezések

A versenyt rendező városok

| Darab | Tartomány              | Város      | Helyszín             | Évek       |
| ----- | ---------------------- | ---------- | -------------------- | ---------- |
| 3     | Berlin                 | Berlin     | Tempodrom            | 2007       |
| 3     | Berlin                 | Berlin     | Max-Schmeling-Halle  | 2010, 2012 |
| 2     | Alsó-Szászország       | Hannover   | TUI Arena            | 2008       |
| 2     | Alsó-Szászország       | Göttingen  | Lokhalle             | 2014       |
| 2     | Észak-Rajna-Vesztfália | Oberhausen | König-Pilsener-Arena | 2005       |
| 2     | Észak-Rajna-Vesztfália | Köln       | Lanxess Arena        | 2011       |
| 1     | Baden-Württemberg      | Mannheim   | SAP Arena            | 2013       |
| 1     | Brandenburg            | Potsdam    | Metropolis-Halle     | 2009       |
| 1     | Bréma                  | Bréma      | ÖVB Arena            | 2015       |
| 1     | Hessen                 | Wetzlar    | Mittelhessen-Arena   | 2006       |

## Külső hivatkozások
- Hivatalos oldal

## Fordítás
Ez a szócikk részben vagy egészben  a   Bundesvision Song Contest című angol Wikipédia-szócikk ezen változatának fordításán alapul.  Az eredeti cikk szerkesztőit annak laptörténete sorolja fel. Ez a jelzés csupán a megfogalmazás eredetét és a szerzői jogokat jelzi, nem szolgál a cikkben szereplő információk forrásmegjelöléseként.